# Chronologie des manifestations à Washington D.C.
Chronologie des manifestations à Washington D.C..

## XIXesiècle
- 1894:Marche des chômeurs, menée par Jacob Coxey (en)

## DébutXXesiècle
- 3 mars 1913: environ 5 000 manifestent pour le droit de vote des femmes.
- 8 août 1925: 35 000 membres du Ku Klux Klan défilent en soutien au groupe d'extrême-droite.

## 1960-80

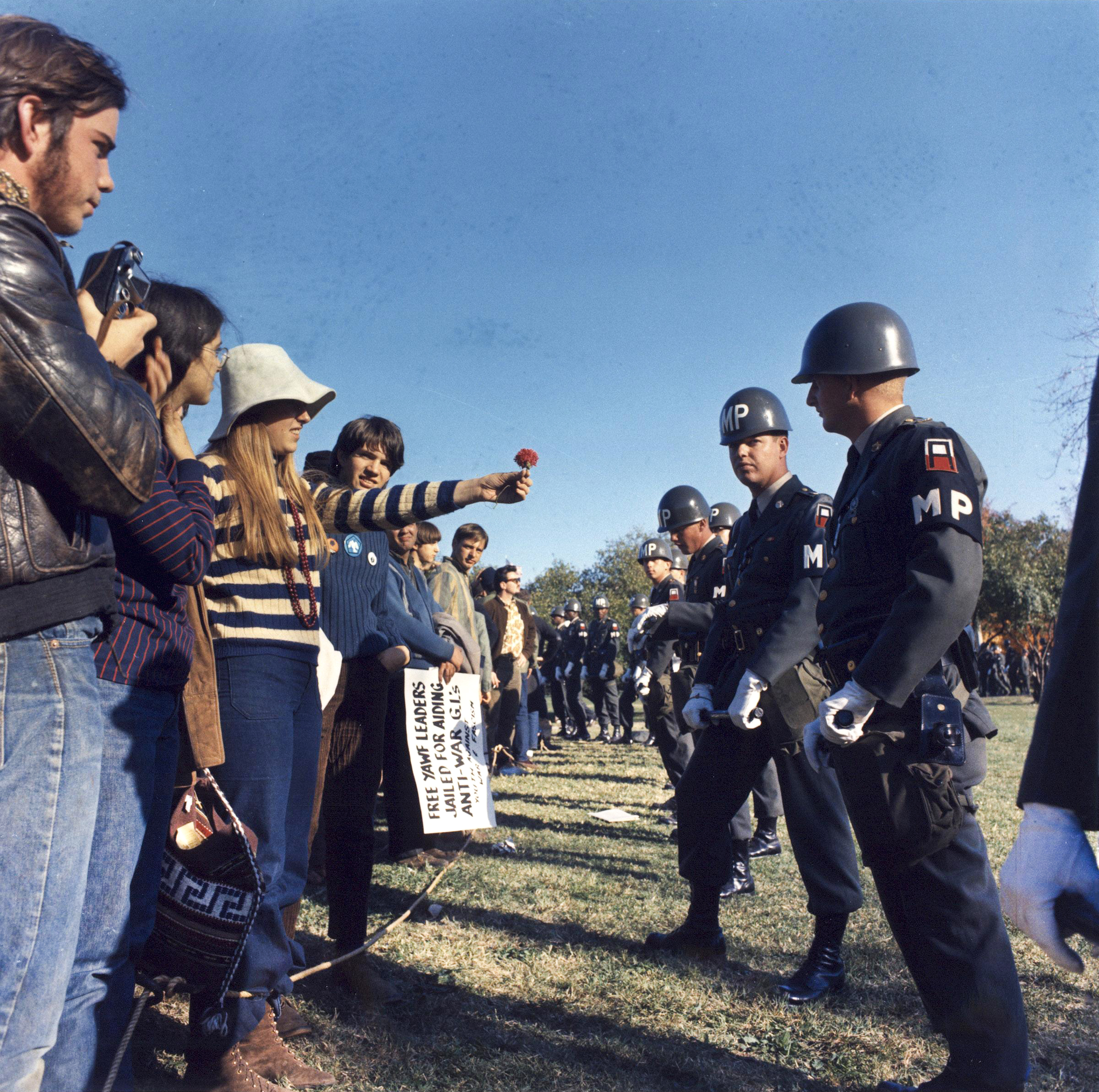
Manifestation du Pentagone. Une jeune manifestante offre une fleur à un soldat. C'est à cette occasion que le photographe prit la photo d'un manifestant, le jeune George Harris, lequel mettait un œillet dans le baril d'un canon, photo qu'il appela flower power. Celle-ci fut publiée dans le Washington Evening Star.

- 28 août 1963: Marche vers Washington pour le travail et la liberté, lors de laquelle Martin Luther King fait son discours, I have a dream....
- 21 octobre 1967: Manifestation du Pentagone: environ 100 000 personnes manifestent contre la guerre du Viêt Nam.
- 15 novembre 1969: Marche du Moratoire à Washington DC : de 250 000 à 600 000 personnes défilent sur le National Mall et protestent contre la guerre du Viêt Nam[1],[2]. Parmi les manifestants, les artistes de la musique country Peter, Paul and Mary, Arlo Guthrie ou encore Pete Seeger qui entonne pendant 10 mintutes la chanson de John Lennon Give Peace A Chance[3],[4].
- 9 mai 1970: une semaine après la Fusillade de Kent State University, environ 100 000 personnes manifestent contre la violence des forces de sécurité et la politique de Nixon en Asie du Sud-Est, notamment les incursions militaires au Cambodge.
- 1979: Marche nationale sur Washington pour les droits des lesbiennes et des gays

## Années 1980
- 1987: Seconde marche nationale sur Washington pour les droits des lesbiennes et des gays

## Années 1990
- 16 octobre 1995: Million Man March: entre 400 000 et 1 000 000 d'Afro-Américains manifestent pour défendre leur dignité.

## Années 2000
- 27 septembre 2002: manifestations alter-mondialistes lors d'un sommet de la Banque mondiale. Plus de 400 personnes arrêtées[5].
- 26 octobre 2002: plus de 100 000 personnes manifestent contre la guerre en Irak.
- 25 avril 2004: entre 800 000 et 1,15 million de manifestants participent à la March for Women's Lives pour les droits des femmes en général. C'est une des plus grandes manifestations de l'histoire des États-Unis.

## Années 2010
- 30 octobre 2010: Rally to Restore Sanity and/or Fear
- 17 septembre 2011-: Occupy Wall Street (Occupy D.C. (en))
- 21 septembre 2014: People's Climate March (en)
- abril 2016 : Democracy Spring (en)
- 21 janvier 2017: Women's March on Washington[6]
- 15 avril 2017: Tax Day March (en)[7]
- 22 avril 2017: Marche pour les sciences (March for Science) [8]
- 29 avril 2017: People's Climate March (2017) (en)[7]
- 24 mars 2018 : March for our lives (législation sur les armes à feu)